# Wolfgang Seel (Fußballspieler)
Wolfgang Seel (* 21. Juni 1948 in Kirkel, Saarland) ist ein ehemaliger deutscher Fußballspieler, der sechsmal in der A-Nationalmannschaft des DFB spielte.

## Karriere
Der Mittelfeldspieler Seel begann das Fußballspielen beim SV Kirkel. Mit 18 Jahren wechselte er 1966 zum 1. FC Saarbrücken in die damalige Regionalliga Südwest, in der er von 1966 bis 1971 spielte. Von 1971 bis 1973 spielte er in der Bundesliga in 65 Spielen für den 1. FC Kaiserslautern, für den er 16 Tore erzielte, nachdem mit Saarbrücken der Aufstieg nicht gelang. 1973 wechselte er für eine Ablösesumme von 300.000 DM zu Fortuna Düsseldorf.
In der Fußball-Bundesliga absolvierte er von 1971 bis 1986 insgesamt 361 Spiele für den 1. FC Kaiserslautern, Fortuna Düsseldorf und den 1. FC Saarbrücken, in denen er 79 Tore erzielte. 
Zwischen 1982 und 1986 spielte er in 86 Spielen für den 1. FC Saarbrücken in der 2. Liga und 1. Bundesliga. Er erzielte in diesen Spielen 19 Tore.
Der Stürmer gehörte zu der Mannschaft von Fortuna Düsseldorf, die Ende der 1970er und Anfang der 1980er Jahre mit den Brüdern Klaus und Thomas Allofs, Gerd Zewe und Manfred Bockenfeld mehrere Nationalspieler in ihren Reihen hatte und 1979 gegen Hertha BSC (Seel erzielte hier das entscheidende Tor zum 1:0 in der 117. Spielminute) und 1980 mit 2:1 gegen den 1. FC Köln den DFB-Pokal gewann. 1979 verlor er das Endspiel des Europapokals der Pokalsieger gegen den FC Barcelona, trotz zweifachen Torerfolges, mit der Fortuna mit 3:4 n. V. Besondere Berühmtheit erreichte er durch seine zwei Tore beim 7:1-Sieg der Fortuna gegen den FC Bayern München im November 1978. Für die Fortuna kam er in 274 Bundesligaspielen zum Einsatz und erzielte darin 59 Tore. In seinen ersten fünf Spielzeiten kam er in allen Spielen der Fortuna zum Einsatz. In der Saison 1981/1982 hatte er nur noch 12 Einsätze für die Fortuna, weshalb er in der Saison zum 1. FC Saarbrücken zurückkehrte für den er noch 86 mal in der 1. und 2. Bundesliga spielte und 19 Tore schoss. 1985 gelang Seel mit Saarbrücken noch der Wiederaufstieg in die Bundesliga. Er war vor allem für seine schnellen Sprints auf der linken Außenbahn berühmt.
Wolfgang Seel selbst war von 1974 bis 1977 sechs Mal in der deutschen Fußballnationalmannschaft aktiv. Sein erstes Spiel bestritt er bei dem 2:1-Sieg gegen die Schweiz am 4. September 1974. Sein letztes Spiel bestritt er am 14. Dezember 1977 beim 1:1 gegen Wales.

## Nach der Karriere
Nach Beendigung seiner aktiven Laufbahn arbeitete Seel u. a. bis 2007 für die Saarland Sport-Toto GmbH. Außerdem spielte er nochmals in seinem jetzigen Wohnort Oberwürzbach für die erste Mannschaft des SV Oberwürzbach und erreicht in der Saison 1997/98 die Meisterschaft in der Kreisliga A. Anlässlich des 50-jährigen Jubiläums der Bundesliga wurde Seel 2013 in eine „Saarland-Jubiläums-Elf“ gewählt. Zur Wahl, die von dem Ellenfeld e. V. und dem Saarpark-Center organisiert worden war, standen alle Saarländer, die seit 1963 in der Bundesliga gespielt hatten.

## Erfolge
1. FC Kaiserslautern
- DFB-Pokal-Finale: 1972

Fortuna Düsseldorf
- DFB-Pokalsieger: 1979, 1980
- DFB-Pokal-Finale: 1978
- Europapokal der Pokalsieger-Finale: 1979

1. FC Saarbrücken
- Aufstieg in die Bundesliga: 1985